# Giovanni Battista Seni
Giovanni Battista Seni, noto anche come Giovanni Battista Seno o Johann Baptist Zeno o Zenno o Senno (Padova, 1600 circa – Genova, 1656), è stato un astrologo italiano.
Fu l'astrologo personale di Albrecht von Wallenstein, comandante in capo delle forze armate imperiali durante la Guerra dei Trent'anni.

## Biografia
Formatosi all'Università degli Studi di Padova, dove ebbe come professore il noto astronomo e astrologo Andrea Argoli (1570–1657), Seni fu presentato da Ottavio Piccolomini alla corte di Albrecht Wenzel Eusebius von Waldstein, detto Wallenstein. Lavorò per il generale come astrologo personale fino alla sua morte nel 1634. Seni era una delle poche persone vicine a Wallenstein. Con lui il generale trascorreva notti intere a discutere animatamente. Ma si ritiene che Seni tradisse Wallenstein fornendo regolarmente rapporti a Piccolomini. È probabile che fosse corrotto da Gallas ed era ben pagato per la sua doppiezza. Dal momento che fu impiegato anche da Wallenstein in attività di spionaggio, sembra che abbia fatto il doppio gioco. Seni era con Wallenstein nella sua stanza poco prima del suo assassinio (25 febbraio 1634). Non è noto fino a che punto sia stato coinvolto nella sua morte. Nel 1643 fu pugnalato durante una lite dall'ambasciatore polacco Biboni. Non si sa nulla della sua vita successiva.